# Latvijas kauss 1992
La Latvijas kauss 1992 fu la 51ª edizione del torneo. Fu vinta dalloSkonto per la prima volta nella sua storia; fu la prima edizione dalla ritrovata indipendenza lettone.

## Formula
Il torneo prevedeva sei turni eliminazione diretta con gare di sola andata; le squadre del più alto livello della piramide calcistica lettone entravano in gioco nei turni successivi. Al torneo partecipavano le dodici società di Virslīga 1992 e dodici delle quattordici di 1. Līga 1992.

### Struttura del torneo
| Turno       | Squadre che entrano in gioco       | Squadre qualificate                  |
| ----------- | ---------------------------------- | ------------------------------------ |
| Primo       | Otto squadre di 1. Līga 1992       | -                                    |
| Secondo     | Quattro squadre di 1. Līga 1992    | Quattro vincenti del primo turno     |
| Ottavi      | Le dodici squadre di Virslīga 1992 | Quattro vincenti del secondo turno   |
| Fase finale | -                                  | Otto vincenti degli ottavi di finale |

## Partite

### Primo turno
| Squadra 1     | Risultato | Squadra 2        |
| ------------- | --------- | ---------------- |
| Aditajs Ogre  | 1 - 3     | SM-ĒCK Rīga      |
| Skonto-2      | 2 - 1     | RFK Rīga         |
| Cerība Preiļi | 1 - 0     | Faless Jēkabpils |
| RAF Jelgava-2 | 0 - 5     | Zenta Rīga       |

### Secondo turno
| Squadra 1      | Risultato | Squadra 2          |
| -------------- | --------- | ------------------ |
| Decemvīri Rīga | 3 - 0     | SM-ĒCK Rīga        |
| Skonto-2       | 1 - 0     | Cerība Preiļi      |
| Zenta Rīga     | 3 - 0     | Latgale Daugavpils |
| Kvadrats       | 0 - 1     | Decemvīri Rīga-2   |

### Ottavi di finale
| Squadra 1        | Risultato | Squadra 2        |
| ---------------- | --------- | ---------------- |
| Decemvīri Rīga-2 | 0 - 1     | Olimpija Liepāja |
| Torpedo Riga     | 0 - 1     | BJSS Daugavpils  |
| Skonto-2         | 0 - 6     | Skonto           |
| Starts           | 0 - 3     | RAF Jelgava      |
| Zenta Rīga       | 0 - 1     | Kompar-Daugava   |
| Vairogs Rēzekne  | 4 - 1     | VEF Riga         |
| SM-ĒCK Rīga      | 0 - 1     | Pārdaugava       |
| Dilar            | 2 - 0     | Gauja Valmiera   |

### Quarti di finale
| Squadra 1       | Risultato       | Squadra 2        |
| --------------- | --------------- | ---------------- |
| BJSS Daugavpils | 1 - 6           | Olimpija Liepāja |
| Skonto          | 1 - 0           | RAF Jelgava      |
| Kompar-Daugava  | 1 - 1 (4-3 dtr) | Vairogs Rēzekne  |
| Pārdaugava      | 3 - 0           | Dilar            |

### Semifinali
| Squadra 1        | Risultato   | Squadra 2  |
| ---------------- | ----------- | ---------- |
| Olimpija Liepāja | 0 - 1       | Skonto     |
| Kompar-Daugava   | 2 - 1 (dts) | Pārdaugava |

### Finale
| Riga 9 giugno 1992                               | Skonto    | 1 – 0 (d.t.s.) referto | Kompar-Daugava | ASK Stadion (3000 spett.) |
| \| \| \| \| \| Semjonovs 103’ \| Marcatori \| \| |           |                        |                |                           |
|                                                  |           |                        |                |                           |
| Semjonovs 103’                                   | Marcatori |                        |                |                           |